# Moscacieca (miniserie televisiva)
Moscacieca è una miniserie televisiva realizzata nel 1993 e trasmessa, in due parti, su Rai 1 nel 1994. Fu replicata, nei primi anni del Duemila, su Rai 2 e in tale occasione fu trasmessa per quattro giorni di seguito, riproponendo la fiction divisa in quattro tempi.
Diretta da Mario Caiano, la miniserie, vede come protagonisti Richard Roundtree e Pamela Villoresi.

## Trama
Una giovane ereditiera, Bianca, cieca a seguito di un incidente soggiorna in un bellissimo hotel nei Caraibi. L'attività è gestita da Anna e dal suo bellissimo nipote Max, invischiato in giri equivoci di bische clandestine e traffici di stupefacenti. Nella pensione soggiorna anche Sylvia, scrittrice in crisi (e in cerca di nuove ispirazioni) accompagnata da Joan, una giovane donna con cui Sylvia mantiene un rapporto equivoco. Vi soggiornano anche Christine, una donna isterica con precedenti penali e suo marito Dominic, uomo svogliato e parassita. È infine giunto da pochi giorni anche il dottor Ruby, giovane e distinto medico che si sta preparando per tenere una conferenza a Miami e che sembra avere conosciuto Bianca prima dell'incidente che ne causó la cecità. La scrittrice, conosciuta Bianca, resta affascinata dalle poesie che la ragazza ha scritto durante e dopo il periodo della sua degenza. La donna, intenzionata a rilanciare la sua carriera, vuole far sue le capacità narrative di Bianca e prende, pertanto, nel corteggiare la ragazza, suscitando la gelosia di Joan. Durante una notte, mentre nella città si sta svolgendo una festa secondo le tradizioni locali, uno sconosciuto che indossa un paio di guanti di colore giallo, si introduce in cucina e ruba un coltello affilato. La più anziana delle cameriere, Sarah, una donna creola, vede l'individuo ma non è a sua volta veduta. Di lì a poco Bianca viene uccisa, trafitta nel ventre col coltello appena sottratto. Sarah, da tempo esortata dal marito nel racimolare i soldi necessari per permettere alla famiglia di raggiungere la vicina Florida, approfitta della situazione e ruba un prezioso anello, sfilandolo dall'anulare della vittima nonché un certo quantitativo di danaro contante che Bianca teneva con sé. Nascosto l'anello sotto il lavandino della cucina, attende di consegnare i valori al marito ma, qualche giorno dopo, viene ritrovata uccisa a martellate. Dopo un'analisi approfondita delle più disparate ipotesi, che avevano condotto fuori strada la polizia, facendo credere che l'assassino fosse prima Max e, poi, il dottor Ruby, si scoprirà una verità molto più semplice. L'assassina è Joan, accecata dalla gelosia. La scrittrice, dal canto suo, aveva protetto la ragazza per evitare scandali che potessero nuocere alla sua carriera, sempre più in declino. Le due criminali saranno assicurate alla giustizia locale e condannate a morte.